# Colégio de São José
Das Colégio de São José (ehemals Externato de São José) ist eine Sekundarschule für 15- bis 18-Jährige in Dili, der Hauptstadt Osttimors. Es liegt im Stadtteil Balide (Suco Santa Cruz, Verwaltungsamt Vera Cruz). Die Schule ist nach dem Heiligen Josef benannt.

## Geschichte
Das Colégio wurde vom Bistum Dili 1983 vom Priesterseminar Nossa Senhora da Fatima abgetrennt. Es war die einzige Schule im Land, in der man Portugiesisch lernen konnte. 1993 wurde die Schule an die Jesuiten übergeben. 1999 hatte die Schule 350 Schüler und 42 Lehrer. Während der Unruhen während des Unabhängigkeitsreferendums im August 1999 wurde die Schule zu einem Flüchtlingslager in dem 5.000 Menschen Zuflucht suchten. Nach der Krise waren nur noch 252 Schüler und vier Lehrer übrig geblieben. 2003 hatte die Schule wieder 280 Schüler, zehn Vollzeit- und 16 Teilzeitlehrer.

## Ehemalige Schüler
- Rui Maria de Araújo (* 1964), Politiker
- António da Conceição, Politiker
- Leví Bucar Côrte-Real, Unabhängigkeitsaktivist
- Aurélio Sérgio Cristóvão Guterres
- Arcângelo Leite, Politiker[3]
- Estanislau de Sousa Saldanha, Verleger und Hochschullehrer
- Gregório Saldanha, Unabhängigkeitsaktivist und Politiker
- Manuel Vong, Hochschullehrer und Politiker

## Ehemalige Lehrkräfte
- Vítor da Costa (1951–2020), Politiker. Von 1987 bis 1990 Lehrer am Colégio.[4]
- João Felgueiras